# Cork Chess Club
Cork Chess Club – irlandzki klub szachowy z siedzibą w Corku.

## Historia
Klub został założony w 1990 roku przez Waltera Fitzgibbona, Paula McSweeneya, Gordona Caddena i Joe Hayesa. Początkowo funkcjonował pod nazwą Cork City Chess Club, później zmieniono nazwę na Cork Chess Club. W 1998 roku klub zajął trzecie miejsce w National Club Championship, ulegając jedynie Crumlin Chess Club i Limerick Chess Club. W 2001 roku Cork Chess Club ponownie był trzeci, za Bray Chess Club i Crumlin Chess Club.